# Loma de Guadalupe, Querétaro Arteaga
Loma de Guadalupe är en ort i Mexiko.   Den ligger i kommunen Cadereyta de Montes och delstaten Querétaro Arteaga, i den centrala delen av landet, 170 km norr om huvudstaden Mexico City. Loma de Guadalupe ligger 2 332 meter över havet och antalet invånare är 218.
Terrängen runt Loma de Guadalupe är varierad. Runt Loma de Guadalupe är det ganska glesbefolkat, med 38 invånare per kvadratkilometer. Närmaste större samhälle är San Javier, 18,5 km sydväst om Loma de Guadalupe. I omgivningarna runt Loma de Guadalupe växer i huvudsak blandskog.